# Оборище (местност)
„Оборище“ е защитена историческа местност в област Пазарджик, община Панагюрище, в землището на село Оборище. В тази местност се е провело Оборищенското събрание, на което е обсъдена подготовката и обявяването на Априлското въстание през 1876 г. 
Местността е обявена с Постановление на Министерски съвет №1171 от 24.09.1951 г. Площта ѝ е увеличена със Заповед №256 от 25.02.1969 г. и е прекатегоризирана със Заповед №РД-422 от 03.04.2003 г.  Площта ѝ е 203.8 хектара. Целта на обявяване на местността за защитена е опазване на характерен ландшафт, опазване на птиците в Средна гора, и във връзка с историята на България.
До паметника в местността Оборище, посветен на Оборищенското събрание, има туристическа пътека с дължина около 1 км, която започва от хижа Оборище. Всяка година на 2 май в местността се провеждат национални чествания.

## Други
На Оборище е наречена улица (Карта) и административен район в София.